# Hydroglyphus ovatus
Hydroglyphus ovatus är en skalbaggsart som först beskrevs av Bilardo 1982.  Hydroglyphus ovatus ingår i släktet Hydroglyphus och familjen dykare. Inga underarter finns listade i Catalogue of Life.